# Ervin Haxhi
Ervin Haxhi (Durrës, 9 juli 1988) is een Albanees voormalig wielrenner die in het najaar van 2007, 2008 en 2009 stage liep bij Amore & Vita-McDonald's.

## Carrière
Als junior nam Haxhi in 2006 deel aan het wereldkampioenschap. In de tijdrit eindigde hij op plek 55. Drie dagen later werd hij tachtigste in de door Diego Ulissi gewonnen wegwedstrijd.
In 2008 won hij Haxhi ritten in de ronde van zijn thuisland. In 2009 werd hij derde in het Albanees kampioenschap wielrennen op de weg.

## Overwinningen
2008
Proloog, 1e en 6e etappe Ronde van Albanië

## Ploegen
- 2007 –  Amore & Vita-McDonald's (stagiair vanaf 1 augustus)
- 2008 –  Amore & Vita-McDonald's (stagiair vanaf 1 augustus)
- 2009 –  Amore & Vita-McDonald's (stagiair vanaf 1 augustus)